# Jan Davidsz. de Heem

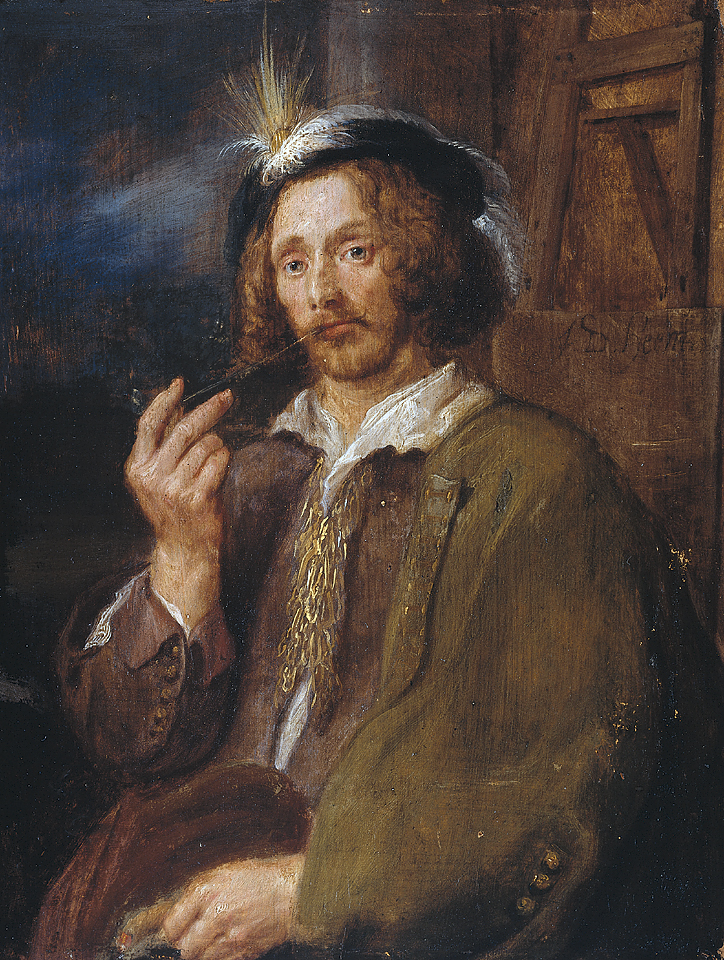
Kring van Adriaen Brouwer. Portret van Jan Davidsz. de Heem. jaren 1630.

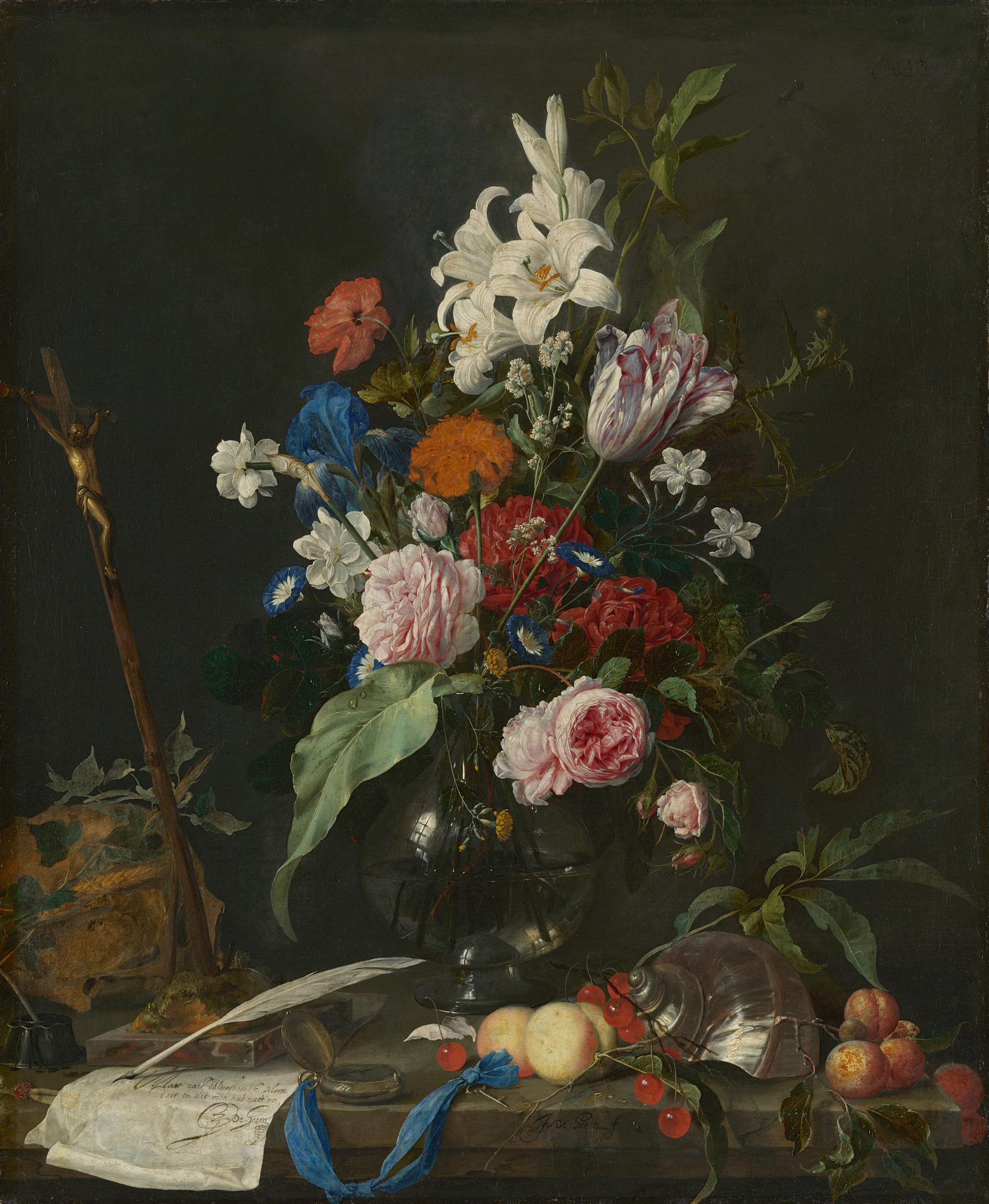
Bloemstilleven

Jan Davidsz. de Heem (Utrecht, april 1606 – Antwerpen, tussen 18 september 1683 en 18 september 1684) was een Nederlands kunstschilder. Hij schilderde uitsluitend stillevens, 280 in het totaal.

## Leven
Jan Davidsz. de Heem werd in Utrecht geboren en heeft er het schildersvak waarschijnlijk geleerd bij de bloemstillevenschilder Balthasar van der Ast. Zijn vader stierf in 1612, zijn moeder hertrouwde, en het gezin verhuisde vervolgens naar Leiden. Daar trouwde De Heem; uit het huwelijk zouden drie kinderen voortkomen, waaronder Jan en Cornelis de Heem. In de aanvang noemde hij zich van Antwerpen omdat zijn familie daar vandaan kwam.
De wens om naar Italië te gaan ging door gebrek aan geld niet in vervulling; in plaats daarvan vestigde De Heem zich tussen 1631 en 1636 in Antwerpen, waar de stillevenschilderkunst bloeide dankzij schilders als Daniël Seghers, Frans Snyders, Adriaen van Utrecht, Osias Beert, Jan van Kessel en Pieter Boel. In 1644, na het overlijden van zijn eerste vrouw, hertrouwde De Heem met de dochter van klavecimbelbouwer Andries Ruckers. Jacob Jordaens was getuige bij dat huwelijk, waaruit nog zes kinderen werden geboren.
In 1667 was De Heem weer in Utrecht, waar hij twee jaar later lid werd van het gilde. Hij werkt er samen met Abraham Mignon en Jacob Marrel. Tijdens het Rampjaar van 1672 vestigde hij zich echter opnieuw in Antwerpen. Twee kinderen van De Heem, Cornelis uit het eerste huwelijk en Johannes uit het tweede, werden eveneens stillevenschilder.
Naast zijn drie zonen, had hij onder meer de volgende leerlingen: Michiel Verstylen, Alexander Coosemans, Thomas de Klerck, Lenaert Rougghe, Theodoor Aenvanck, Andries Benedetti, Elias van den Broeck, Jacob Marrel, Hendrik Schoock en Abraham Mignon.

## Werk

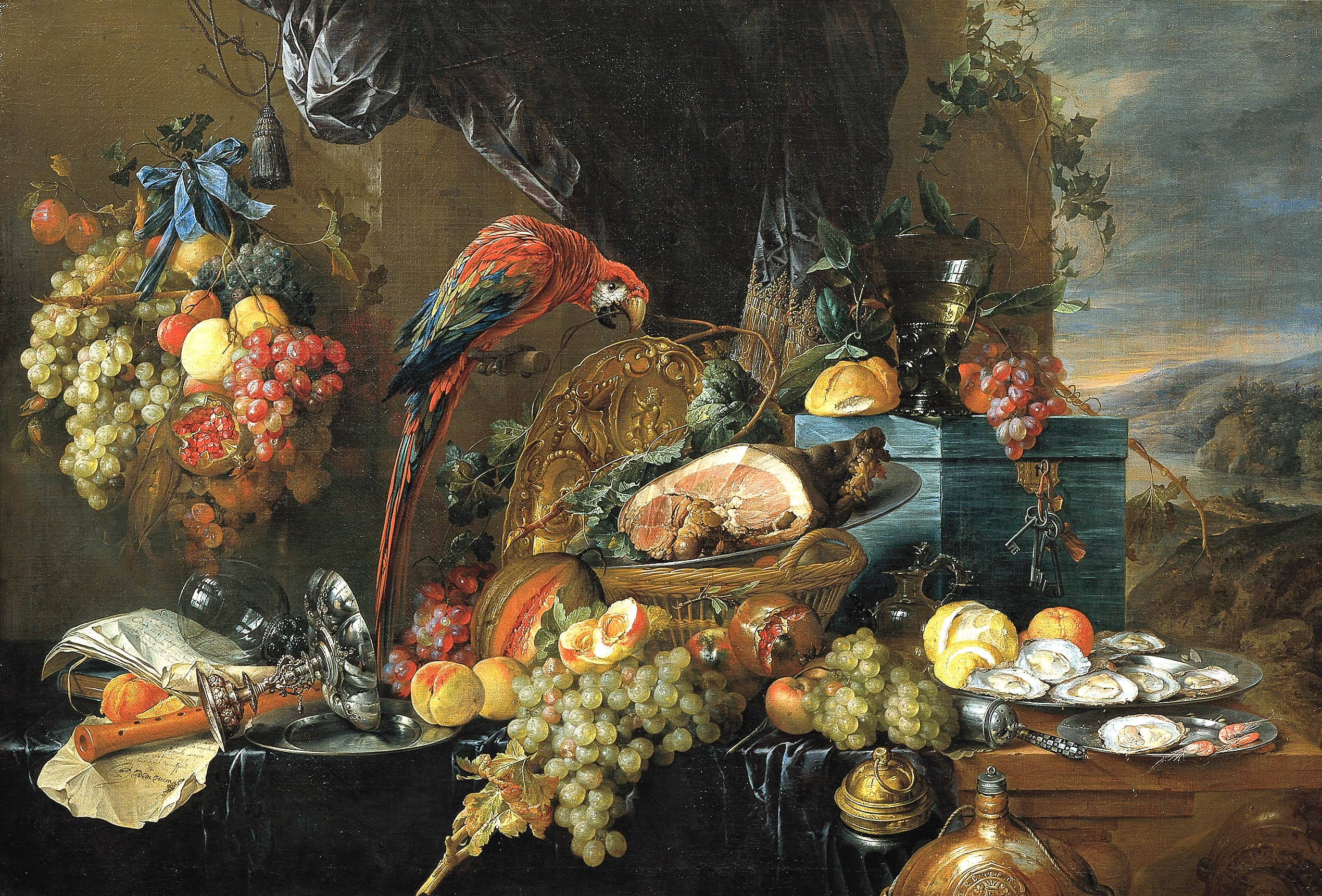
Pronkstilleven

Jan Davidsz. de Heem was een zeer succesvol schilder die met de verkoop van zijn schilderijen grote welstand verwierf. Hij was een centrale figuur van de Nederlandse stillevenschilderkunst in de zeventiende eeuw. Zijn werk vormt een soort synthese tussen de Hollandse en Vlaamse tradities, en zowel zijn Hollandse als zijn Vlaamse collega’s zijn door hem beïnvloed.
Hij speelde een belangrijke rol in de ontwikkeling van het pronkstilleven, dat in de tweede helft van de zeventiende eeuw grote opgang maakte dankzij schilders als Willem Kalf en Abraham van Beijeren. In zulke stillevens vindt men een uitstalling van kostbaarheden, samengebracht in een compositie van een theatraal, monumentaal karakter. Goud, zilver, porselein, glas, schelpen, bloemen (roos, tulp, gentiaan, anemoon, goudsbloem en klaproos) en vruchten, textiel en muziekinstrumenten vormen zoal de ingrediënten van deze werken. Verder bevolken insecten zoals een sprinkhaan, een vlinder, een rups en een kruisspin zijn werk.

## Veiling van zijn werk
In Groot-Brittannië werd  in december 2021 een monumentaal pronkstilleven van een banket, dat de Heem tussen 1640 en 1643 in Antwerpen vervaardigde, door Christie's geveild. Het werd afgehamerd op bijna 7 miljoen euro. Het werk dook enkele jaren geleden op na 200 jaar te hebben doorgebracht in een Britse privécollectie. De Britse overheid gaf echter nog geen exportvergunning voor het werk af.

## Musea met werken van Jan Davidsz. de Heem
- Poesjkin Museum te Moskou
- Rijksmuseum te Amsterdam
- Snijders&Rockoxhuis te Antwerpen
- Mauritshuis te Den Haag

## Referentie
1. ↑   Geert Van der Speeten, Overdaad in een vaas, in: De Standaard, 7 mei 2024.
2. ↑  Jan Davidsz. de Heem op het RKD. Gearchiveerd op 3 maart 2016.
3. ↑  Britten willen Nederlands pronkstilleven niet laten gaan. Gearchiveerd op 20 mei 2023.

- Bibsys: 90545969
- Bibliothèque nationale de France: cb149597201 (data)
- Biografisch Portaal: 93802614
- Digitale Bibliotheek voor de Nederlandse Letteren: heem002
- Gemeinsame Normdatei: 119020157
- International Standard Name Identifier: 0000 0000 8130 9210
- KulturNav: 2d1d70db-3783-4210-98b0-06dc8523dc0a
- Library of Congress Control Number: no91023354
- National Gallery of Victoria: 1007
- Nationale Bibliotheek van Israël: 987007499154005171
- Nederlandse Thesaurus van Auteursnamen: 082040192
- RKD-Nederlands Instituut voor Kunstgeschiedenis: 36842
- SNAC: w6d91j30
- Système universitaire de documentation: 035806664
- Union List of Artist Names: 500029732
- Virtual International Authority File: 51960128
- WorldCat: E39PBJx8GbDWChG7VcWMFdX8G3